# Фалкон
Вижте пояснителната страница за други значения на Фалкон.
Фалко̀н (на испански: Falcón) е един от 23-те щата на южноамериканската държава Венецуела. Намира се в северозападната част на страната. Общата му площ е 24 800 км², а населението е 1 046 434 жители (по изчисления за юни 2017 г.). Основан е през 1864 г.